# The Dance
The Dance es un EP grabado y editado en 1998 por el grupo neerlandés Within Temptation. El sonido en estas canciones esta fuertemente influenciado por el doom metal y el metal gótico y es más enérgico que en el álbum Enter, donde el sonido es más como un metal gótico más suave. Este EP se considera muy importante[cita requerida] en su discografía ya que marcó un antes y un después entre Enter y Mother Earth. Este antes y después consiste en el importante hecho de que la banda abandonó el oscuro sonido del doom metal para entrar a convertirse en la banda de Metal sinfónico que son hoy en día.

## Lista de canciones
1. «The dance»
2. «Another day»
3. «The other half (of me)»
4. «Remix restless»
5. «Remix Candles & Pearls of Light»

## Nota
El video de la canción "The Dance" ha llevado muchas confusiones, llevando a pensar a los seguidores que simplemente se trataba de un video fake realizado por algún fan. Sin embargo, este video animado con unos dibujos muy simples y sencillos, se ha confirmado en diferentes entrevistas de la banda que es el video oficial. Ver video
- Datos: Q793815